# Agrostis elliottiana
Agrostis elliottiana är en gräsart som beskrevs av Schult.. Agrostis elliottiana ingår i släktet ven, och familjen gräs. Inga underarter finns listade i Catalogue of Life.